# Stefan Hickl
Stefan Hickl (* 11. April 1988 in Frankfurt am Main) ist ein deutscher Fußballspieler.

## Karriere
Stefan Hickl wurde 1988 in Frankfurt geboren. Hier lernte er auch das Fußballspielen, zunächst bei der TSG 51, zwischen 2001 und 2003 spielte er beim Eckenheimer Stadtteilverein SV Viktoria Preußen. Anschließend wechselte er zum Stadtrivalen FSV Frankfurt. Seit dem Jahr 2006 spielt Hickl für die zweite Mannschaft der Bornheimer, stand aber auch regelmäßig im Kader der ersten Mannschaft. Am 12. Spieltag der Saison 2008/09 gab der Verteidiger beim 0:0-Unentschieden gegen den 1. FC Nürnberg sein Debüt in der 2. Bundesliga. Zuvor hatte er in den Spielzeiten 2006/07 und 2007/08 schon einige Spiele für die erste Mannschaft der Bornheimer in der Oberliga bzw. Regionalliga bestritten. Er konnte sich aber weder unter Tomas Oral noch unter dessen Nachfolger Hans-Jürgen Boysen einen Stammplatz im Zweitligaaufgebot des FSV erspielen, zwischen 2008 und 2011 kam er auf 33 Zweitligaeinsätze. Im Sommer 2011 verließ er schließlich den Verein und wechselte zum Drittligisten Kickers Offenbach. Nach einem halben Jahr kehrte er am 31. Januar 2012 wieder zum FSV Frankfurt zurück, wo er für die zweite Mannschaft in der Regionalliga spielte. Nachdem sein Vertrag im Sommer 2012 nicht verlängert worden war, war Hickl zunächst vereinslos. Im Dezember 2012 wurde er vom abstiegsbedrohten Drittligisten SV Darmstadt 98 verpflichtet, wo er zuvor schon ein längeres Probetraining absolviert hatte. Er unterschrieb einen Vertrag bis Ende Juni 2013.
Zur Saison 2013/14 wechselte Hickel zum Regionalligisten FC Viktoria Köln. In der Winterpause der Saison 2014/15 unterschrieb er bei der TuS Koblenz in der Regionalliga Südwest. Nach dem Abstieg der TuS Koblenz erhielt Hickl keinen neuen Vertrag und wechselte zum TuS Merzhausen in die Gruppenliga. Von 2019 bis 2020 spielte Hickl für ein Jahr American Football für die Bad Homburg Sentinels, bevor er sich im Sommer 2020 der SG Ober-Erlenbach anschloss.

## Erfolge
mit dem FSV Frankfurt:
- Aufstieg in die Regionalliga Süd: 2006/07
- Aufstieg in die 2. Bundesliga: 2007/08